# Clytra espanoli
Clytra espanoli é uma espécie de insetos coleópteros polífagos pertencente à família Chrysomelidae.
A autoridade científica da espécie é Daccordi & Petitpierre, tendo sido descrita no ano de 1977.
Trata-se de uma espécie presente no território português.